# 大吉隆坡
大吉隆坡（英語：Greater Kuala Lumpur），为马来西亚最大的都会区，其主要面积涵盖了除沙白安南县、瓜雪县和乌雪县以外的整个雪兰莪州、吉隆坡和布城。虽然大吉隆坡和「巴生谷」相似，但两者之间还是有所差异。其中巴生谷指的只是围绕吉隆坡、雪兰莪周边城市的下游区域，数年前在国家转型计划下整個被重新包装为大吉隆坡。其概念大致上和大伦敦及大多伦多地区相似。

## 历史
在1974吉隆坡仍为雪兰莪的一个县时就已存在大吉隆坡县的概念，涵盖今日的吉隆坡联邦直辖区、安邦、鹅唛县、淡江、八打灵再也、蒲种和双溪毛糯。

## 定义
大吉隆坡总面积可达2793平方公里，下有10个地方政府治理，也是马来西亚人口最密集的地区，截止2020年拥有846万人口，占该国26%的总人口，预计可在10年达到1000万人。
以下为大吉隆坡下的地方政府机构：
- 吉隆坡市政局（DBKL）
- 八打灵再也市政厅（MBPJ）
- 莎亚南市政厅（MBSA）
- 梳邦再也市政厅（MBSJ）
- 巴生皇城市政厅（MBDK）
- 士拉央市议会（MPS）
- 安邦再也市议会（MPAJ）
- 雪邦市议会（MPSepang）
- 加影市议会（MPKj）
- 瓜拉冷岳市议会（MPKL）
- 布城管理局（PPj）

## 经济
大吉隆坡被鉴定为马来西亚的关键经济区，放眼城市的经济成长可进入世界前20名以内，并在2020年以前成为全球20大宜居城市之一。大吉隆坡计划总共有9项启动计划。
其中大吉隆坡几项重要的发展计划有吉隆坡118、敦拉萨国际贸易中心（TRX）和106交易塔、坐落于旧新街场机场的地下城－马来西亚城、坐落于旧半山芭监狱的武吉免登城中城等。

## 交通
大吉隆坡公共交通系统目前正高速发展，2015年6月双威快捷巴士系统完工，紧接着大城堡线和格拉那再也延长线也在2016年6月完工。马来西亚第一条捷运加影线也在2017年7月全面开通，次条布城线则在2023年全面开通。吉隆坡环状线预计将在2030年全面完工。
此外，拟建的马新高速铁路计划在落实后，将缩短吉隆坡往新加坡的时间至90分钟。高道路方面则有白沙罗─莎亚南大道（DASH）、新街场─淡江大道（SUKE），以及斯迪亚旺沙─班底大道（SPE）三条新建的高速公路，将能达到纾缓吉隆坡市区的交通拥堵情况。

## 教育

### 高等教育
大吉隆坡地区是许多本国以及外国高等学府的所在地，其中包括马来亚大学（QS五星大学，2018年QS全球大学排行榜中位居第114位）、马来西亚国立大学（2018年QS全球大学排行榜中位于第230名）、马来西亚博特拉大学（2018年QS全球大学排行榜中位居第229位）、拉曼大学（2018年泰晤士世界大学排行榜中排600名以内）、澳大利亚莫纳什大学马来西亚分校（2018年QS全球大学排行榜中位于第60位）、英国诺丁汉大学马来西亚分校（2013年QS全球大学排行榜中位于第72位）等等。
以下列表指出大吉隆坡地区内的所有高等教育学府：
| 學校名稱                                                                         | 类型                          | 校区座落地點            | 2018年THE排名   | 2018年QS排名    | 網址                        |
| -------------------------------------------------------------------------------- | ----------------------------- | ----------------------- | --------------- | --------------- | --------------------------- |
| 馬來亞大學（QS 五星级大学） （University of Malaya）                             | 公立大学                      | 吉隆坡                  | 全球第351-400名 | 全球第114名     | 首頁 （页面存档备份，存于） |
| 拉曼大學 （Universiti Tunku Abdul Rahman）                                       | 私立大学                      | 雪兰莪加影双溪龙        | 全球第501-600名 | 亚洲第251-260名 | 首頁（页面存档备份，存于）  |
| 馬來西亞國防大學 （National Defence University of Malaysia）                     | 公立大学                      | 吉隆坡                  | —               | —               | 首頁 （页面存档备份，存于） |
| 国能大学 （Universiti Tenaga Malaysia）                                          | 私立大学                      | 雪兰莪万宜新镇          | —               | —               | 首頁 （页面存档备份，存于） |
| 敦阿都拉萨大学 （Tun Abdul Razak University）                                    | 私立大学                      | 吉隆坡                  | —               | —               | 首頁 （页面存档备份，存于） |
| 雪兰莪大学 （University of Selangor）                                            | 私立大学 （雪兰莪州政府所有） | 雪兰莪瓜拉雪兰莪 莎阿南 | —               | —               | 首頁 （页面存档备份，存于） |
| 马来西亚开放大学 （Open University Malaysia）                                    | 私立大学                      | 吉隆坡                  | —               | —               | 首頁 （页面存档备份，存于） |
| 吉隆坡大学 （University of Kuala Lumpur）                                        | 私立大学                      | 吉隆坡                  | —               | —               | 首頁 （页面存档备份，存于） |
| 亚太工艺与革新大学 （Asia Pacific University of Technology & Innovation）        | 私立大学                      | 吉隆坡                  | —               | —               | 首頁（页面存档备份，存于）  |
| 雪兰莪国际伊斯兰教大学 （Kolej Universiti Islam Antarabangsa Selangor）          | 私立大学                      | 雪兰莪万宜              | —               | —               | 首頁 （页面存档备份，存于） |
| 伊斯兰金融教育国际中心 （International Centre for Education in Islamic Finance） | 私立大学                      | 吉隆坡                  | —               | —               | 首頁                        |
| UCSI大学 （UCSI University）                                                     | 私立大学                      | 吉隆坡                  | —               | —               | 首頁 （页面存档备份，存于） |
| 拉曼理工大學 （Tunku Abdul Rahman University of Management and Technology）      | 私立大学学院                  | 吉隆坡文良港            | 不适用          | 不适用          | 首頁 （页面存档备份，存于） |
| 新纪元大学学院 （New Era University College）                                    | 私立大学学院                  | 雪兰莪加影              | 不适用          | 不适用          | 首頁 （页面存档备份，存于） |
| 赫瑞瓦特大学马来西亚分校 （Heriot-Watt University Malaysia Campus）              | 外国大学分校 （英国）         | 布城                    | 全球第351-400名 | 全球第312名     | 首頁 （页面存档备份，存于） |